# Gran Premio motociclistico della Comunità Valenciana 2016
Il Gran Premio motociclistico della Comunità Valenciana 2016 è stato la diciottesima ed ultima prova del motomondiale del 2016; si è disputata il 13 novembre sul circuito di Valencia.
Nelle tre classi i vincitori sono stati:  Jorge Lorenzo in MotoGP, Johann Zarco in Moto2 e Brad Binder in Moto3.
I titoli iridati erano già stati matematicamente assegnati e sono andati al pilota spagnolo Marc Márquez per la MotoGP, al francese Johann Zarco per la Moto2 e al sudafricano Brad Binder per la Moto3.

## MotoGP

### Arrivati al traguardo
| Pos. | Nº | Pilota           | Squadra                       | Motocicletta       | Giri | Tempo     | Griglia | Punti |
| ---- | -- | ---------------- | ----------------------------- | ------------------ | ---- | --------- | ------- | ----- |
| 1º   | 99 | Jorge Lorenzo    | Movistar Yamaha               | Yamaha YZR-M1      | 30   | 45'54.228 | 1º      | 25    |
| 2º   | 93 | Marc Márquez     | Repsol Honda                  | Honda RC213V       | 30   | +1.185    | 2º      | 20    |
| 3º   | 29 | Andrea Iannone   | Ducati Team                   | Ducati Desmosedici | 30   | +6.603    | 7º      | 16    |
| 4º   | 46 | Valentino Rossi  | Movistar Yamaha               | Yamaha YZR-M1      | 30   | +7.668    | 3º      | 13    |
| 5º   | 25 | Maverick Viñales | Suzuki Ecstar                 | Suzuki GSX-RR      | 30   | +10.610   | 4º      | 11    |
| 6º   | 44 | Pol Espargaró    | Monster Yamaha Tech 3         | Yamaha YZR-M1      | 30   | +18.378   | 6º      | 10    |
| 7º   | 4  | Andrea Dovizioso | Ducati Team                   | Ducati Desmosedici | 30   | +18.417   | 5º      | 9     |
| 8º   | 41 | Aleix Espargaró  | Suzuki Ecstar                 | Suzuki GSX-RR      | 30   | +18.678   | 9º      | 8     |
| 9º   | 38 | Bradley Smith    | Monster Yamaha Tech 3         | Yamaha YZR-M1      | 30   | +25.993   | 10º     | 7     |
| 10º  | 19 | Álvaro Bautista  | Aprilia Racing Team Gresini   | Aprilia RS-GP      | 30   | +35.065   | 18º     | 6     |
| 11º  | 8  | Héctor Barberá   | Avintia Racing                | Ducati Desmosedici | 30   | +36.425   | 13º     | 5     |
| 12º  | 9  | Danilo Petrucci  | Octo Pramac Yakhnich          | Ducati Desmosedici | 30   | +42.415   | 12º     | 4     |
| 13º  | 6  | Stefan Bradl     | Aprilia Racing Team Gresini   | Aprilia RS-GP      | 30   | +49.823   | 17º     | 3     |
| 14º  | 45 | Scott Redding    | Octo Pramac Yakhnich          | Ducati Desmosedici | 30   | +52.035   | 14º     | 2     |
| 15º  | 43 | Jack Miller      | Estrella Galicia 0,0 Marc VDS | Honda RC213V       | 30   | +55.625   | 15º     | 1     |
| 16º  | 50 | Eugene Laverty   | Pull & Bear Aspar             | Ducati Desmosedici | 30   | +58.254   | 19º     |       |
| 17º  | 53 | Esteve Rabat     | Estrella Galicia 0,0 Marc VDS | Honda RC213V       | 30   | +58.555   | 21º     |       |
| 18º  | 76 | Loris Baz        | Avintia Racing                | Ducati Desmosedici | 30   | +1'06.164 | 16º     |       |

### Ritirati
| Nº | Pilota          | Squadra                     | Motocicletta       | Giri | Griglia |
| -- | --------------- | --------------------------- | ------------------ | ---- | ------- |
| 36 | Mika Kallio     | Red Bull KTM Factory Racing | KTM RC16           | 19   | 20º     |
| 35 | Cal Crutchlow   | LCR Honda                   | Honda RC213V       | 16   | 11º     |
| 26 | Daniel Pedrosa  | Repsol Honda                | Honda RC213V       | 6    | 8º      |
| 68 | Yonny Hernández | Pull & Bear Aspar           | Ducati Desmosedici | 4    | 22º     |

## Moto2

### Arrivati al traguardo
| Pos. | Nº | Pilota              | Squadra                       | Motocicletta       | Giri | Tempo     | Griglia | Punti |
| ---- | -- | ------------------- | ----------------------------- | ------------------ | ---- | --------- | ------- | ----- |
| 1º   | 5  | Johann Zarco        | Ajo Motorsport                | Kalex Moto2        | 27   | 43'17.626 | 1º      | 25    |
| 2º   | 12 | Thomas Lüthi        | Garage Plus Interwetten       | Kalex Moto2        | 27   | +3.281    | 2º      | 20    |
| 3º   | 21 | Franco Morbidelli   | Estrella Galicia 0,0 Marc VDS | Kalex Moto2        | 27   | +4.981    | 3º      | 16    |
| 4º   | 22 | Sam Lowes           | Federal Oil Gresini           | Kalex Moto2        | 27   | +5.636    | 7º      | 13    |
| 5º   | 40 | Álex Rins           | Paginas Amarillas HP 40       | Kalex Moto2        | 27   | +5.850    | 5º      | 11    |
| 6º   | 30 | Takaaki Nakagami    | Idemitsu Honda Team Asia      | Kalex Moto2        | 27   | +11.605   | 9º      | 10    |
| 7º   | 54 | Mattia Pasini       | Italtrans Racing              | Kalex Moto2        | 27   | +16.391   | 4º      | 9     |
| 8º   | 94 | Jonas Folger        | Dynavolt Intact GP            | Kalex Moto2        | 27   | +16.964   | 11º     | 8     |
| 9º   | 52 | Danny Kent          | Leopard Racing                | Kalex Moto2        | 27   | +17.451   | 8º      | 7     |
| 10º  | 23 | Marcel Schrötter    | AGR Team                      | Kalex Moto2        | 27   | +17.668   | 12º     | 6     |
| 11º  | 24 | Simone Corsi        | Speed Up Racing               | Speed Up SF16      | 27   | +20.455   | 22º     | 5     |
| 12º  | 97 | Xavi Vierge         | Tech 3 Racing                 | Tech 3 Mistral 610 | 27   | +20.911   | 19º     | 4     |
| 13º  | 44 | Miguel Oliveira     | Leopard Racing                | Kalex Moto2        | 27   | +21.650   | 15º     | 3     |
| 14º  | 7  | Lorenzo Baldassarri | Forward Team                  | Kalex Moto2        | 27   | +22.581   | 23º     | 2     |
| 15º  | 55 | Hafizh Syahrin      | Petronas Raceline Malaysia    | Kalex Moto2        | 27   | +23.734   | 24º     | 1     |
| 16º  | 19 | Xavier Siméon       | QMMF Racing                   | Speed Up SF16      | 27   | +26.328   | 13º     |       |
| 17º  | 2  | Jesko Raffin        | Sports-Millions-EMWE-SAG      | Kalex Moto2        | 27   | +29.421   | 21º     |       |
| 18º  | 87 | Remy Gardner        | Tasca Racing                  | Kalex Moto2        | 27   | +29.667   | 17º     |       |
| 19º  | 57 | Edgar Pons          | Paginas Amarillas HP 40       | Kalex Moto2        | 27   | +29.749   | 20º     |       |
| 20º  | 14 | Ratthapark Wilairot | Idemitsu Honda Team Asia      | Kalex Moto2        | 27   | +39.289   | 25º     |       |
| 21º  | 70 | Robin Mulhauser     | CarXpert Interwetten          | Kalex Moto2        | 27   | +43.105   | 27º     |       |
| 22º  | 10 | Luca Marini         | Forward Team                  | Kalex Moto2        | 27   | +43.532   | 18º     |       |
| 23º  | 60 | Julián Simón        | QMMF Racing                   | Speed Up SF16      | 27   | +51.271   | 6º      |       |
| 24º  | 27 | Iker Lecuona        | CarXpert Interwetten          | Kalex Moto2        | 27   | +56.617   | 26º     |       |

### Ritirati
| Nº | Pilota           | Squadra                       | Motocicletta       | Giri | Griglia |
| -- | ---------------- | ----------------------------- | ------------------ | ---- | ------- |
| 73 | Álex Márquez     | Estrella Galicia 0,0 Marc VDS | Kalex Moto2        | 17   | 10º     |
| 32 | Isaac Viñales    | Tech 3 Racing                 | Tech 3 Mistral 610 | 10   | 29º     |
| 42 | Federico Fuligni | Team Ciatti                   | Kalex Moto2        | 5    | 28º     |
| 11 | Sandro Cortese   | Dynavolt Intact GP            | Kalex Moto2        | 4    | 14º     |
| 49 | Axel Pons        | AGR Team                      | Kalex Moto2        | 4    | 16º     |
| 16 | Hugo Clere       | Promoto Sport                 | Transfiormers      | 4    | 30º     |

## Moto3

### Arrivati al traguardo
| Pos. | Nº | Pilota                | Squadra                  | Motocicletta   | Giri | Tempo     | Griglia | Punti |
| ---- | -- | --------------------- | ------------------------ | -------------- | ---- | --------- | ------- | ----- |
| 1º   | 41 | Brad Binder           | Red Bull KTM Ajo         | KTM RC 250 GP  | 24   | 40'13.777 | 2º      | 25    |
| 2º   | 36 | Joan Mir              | Leopard Racing           | KTM RC 250 GP  | 24   | +0.056    | 7º      | 20    |
| 3º   | 16 | Andrea Migno          | SKY Racing Team VR46     | KTM RC 250 GP  | 24   | +0.081    | 15º     | 16    |
| 4º   | 33 | Enea Bastianini       | Gresini Racing           | Honda NSF250R  | 24   | +0.147    | 6º      | 13    |
| 5º   | 4  | Fabio Di Giannantonio | Gresini Racing           | Honda NSF250R  | 24   | +0.713    | 9º      | 11    |
| 6º   | 58 | Juanfran Guevara      | RBA Racing               | KTM RC 250 GP  | 24   | +0.899    | 4º      | 10    |
| 7º   | 84 | Jakub Kornfeil        | Drive M7 SIC Racing      | Honda NSF250R  | 24   | +2.683    | 24º     | 9     |
| 8º   | 65 | Philipp Öttl          | Schedl GP Racing         | KTM RC 250 GP  | 24   | +3.145    | 5º      | 8     |
| 9º   | 9  | Jorge Navarro         | Estrella Galicia 0,0     | Honda NSF250R  | 24   | +5.263    | 14º     | 7     |
| 10º  | 88 | Jorge Martín          | Northgate Mahindra Aspar | Mahindra MGP3O | 24   | +7.921    | 12º     | 6     |
| 11º  | 31 | Raúl Fernández        | MH6 Team                 | KTM RC 250 GP  | 24   | +8.081    | 17º     | 5     |
| 12º  | 40 | Darryn Binder         | Platinum Bay Real Estate | Mahindra MGP3O | 24   | +8.250    | 29º     | 4     |
| 13º  | 64 | Bo Bendsneyder        | Red Bull KTM Ajo         | KTM RC 250 GP  | 24   | +8.603    | 20º     | 3     |
| 14º  | 20 | Fabio Quartararo      | Leopard Racing           | KTM RC 250 GP  | 24   | +9.283    | 23º     | 2     |
| 15º  | 11 | Livio Loi             | RW Racing GP BV          | Honda NSF250R  | 24   | +9.358    | 19º     | 1     |
| 16º  | 23 | Niccolò Antonelli     | Ongetta-Rivacold         | Honda NSF250R  | 24   | +9.527    | 18º     |       |
| 17º  | 8  | Nicolò Bulega         | SKY Racing Team VR46     | KTM RC 250 GP  | 24   | +9.652    | 16º     |       |
| 18º  | 24 | Tatsuki Suzuki        | CIP-Unicom Starker       | Mahindra MGP3O | 24   | +9.950    | 22º     |       |
| 19º  | 44 | Arón Canet            | Estrella Galicia 0,0     | Honda NSF250R  | 24   | +16.838   | 1º      |       |
| 20º  | 55 | Andrea Locatelli      | Leopard Racing           | KTM RC 250 GP  | 24   | +18.712   | 27º     |       |
| 21º  | 76 | Hiroki Ono            | Honda Team Asia          | Honda NSF250R  | 24   | +18.737   | 3º      |       |
| 22º  | 98 | Karel Hanika          | Freundenberg Racing      | KTM RC 250 GP  | 24   | +18.976   | 10º     |       |
| 23º  | 63 | Vicente Pérez         | Peugeot MC Saxoprint     | Peugeot MGP3O  | 24   | +19.039   | 21º     |       |
| 24º  | 12 | Albert Arenas         | Peugeot MC Saxoprint     | Peugeot MGP3O  | 24   | +24.297   | 26º     |       |
| 25º  | 89 | Khairul Idham Pawi    | Honda Team Asia          | Honda NSF250R  | 24   | +24.526   | 25º     |       |
| 26º  | 95 | Jules Danilo          | Ongetta-Rivacold         | Honda NSF250R  | 24   | +25.331   | 28º     |       |
| 27º  | 7  | Adam Norrodin         | Drive M7 SIC Racing      | Honda NSF250R  | 24   | +25.370   | 30º     |       |
| 28º  | 77 | Lorenzo Petrarca      | 3570 Team Italia         | Mahindra MGP3O | 24   | +48.829   | 33º     |       |
| 29º  | 26 | Daniel Sáez           | GA Competition           | KTM RC 250 GP  | 24   | +48.861   | 31º     |       |
| 30º  | 99 | Enzo Boulom           | CIP-Unicom Starker       | Mahindra MGP3O | 24   | +49.282   | 32º     |       |
| 31º  | 43 | Stefano Valtulini     | 3570 Team Italia         | Mahindra MGP3O | 24   | +1'12.409 | 34º     |       |

### Ritirati
| Nº | Pilota              | Squadra                  | Motocicletta   | Giri | Griglia |
| -- | ------------------- | ------------------------ | -------------- | ---- | ------- |
| 42 | Marcos Ramírez      | Platinum Bay Real Estate | Mahindra MGP3O | 7    | 35º     |
| 48 | Lorenzo Dalla Porta | SKY Racing Team VR46     | KTM RC 250 GP  | 3    | 8º      |
| 19 | Gabriel Rodrigo     | RBA Racing               | KTM RC 250 GP  | 0    | 11º     |
| 21 | Francesco Bagnaia   | Northgate Mahindra Aspar | Mahindra MGP3O | 0    | 13º     |